# Castilleja lasiorhyncha
Castilleja lasiorhyncha är en snyltrotsväxtart som först beskrevs av Asa Gray, och fick sitt nu gällande namn av Tsan Iang Chuang och L.R. Heckard. Castilleja lasiorhyncha ingår i släktet målarborstar, och familjen snyltrotsväxter. Inga underarter finns listade i Catalogue of Life.